# Cesare Pinarello
Cesare Pinarello, född 5 oktober 1932 i Treviso, död 2 augusti 2012 i Treviso, var en italiensk tävlingscyklist.
Pinarello blev olympisk bronsmedaljör i tandem vid sommarspelen 1952 i Helsingfors.